# Jamile Samuel

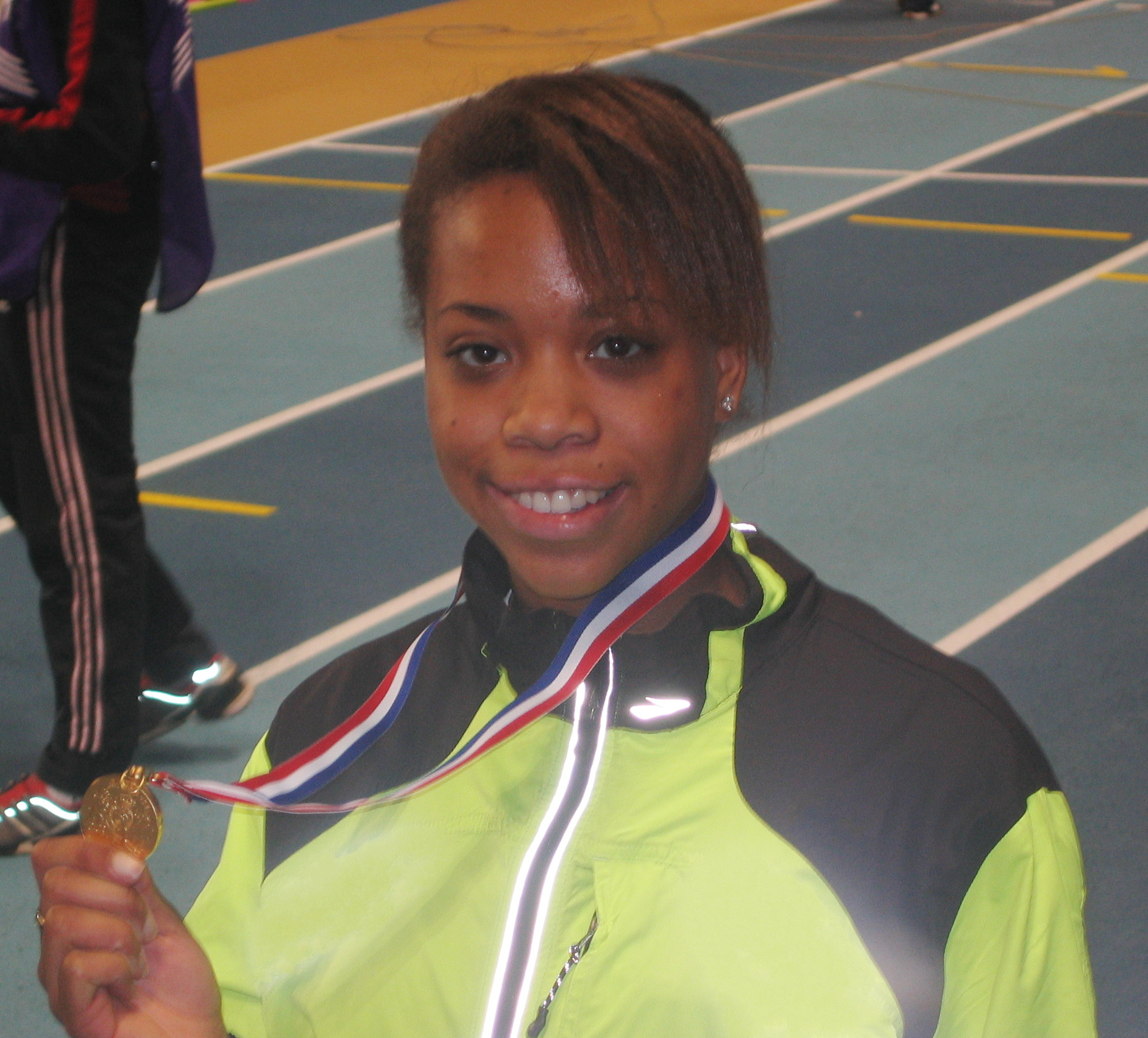
Jamile Samuel, NK Indoor '08, Gent

Jamile Sara Samuel (Amsterdam, 24 april 1992) is een Nederlandse voormalige atlete. Haar specialisatie lag op de sprintafstanden. Zij werd driemaal uitgezonden naar de Olympische Spelen, waaraan zij daadwerkelijk tweemaal deelnam en bereikte bij die gelegenheden eenmaal de finale op de 4 × 100 m estafette. Op dit onderdeel veroverde zij in 2016 op de Europese kampioenschappen in Amsterdam de gouden medaille in de nationale recordtijd van 42,04 s.

## Biografie
Op zevenjarige leeftijd werd Samuel via haar broer lid van Atletiekvereniging Blauw Wit. De club fuseerde eind 1999 met AV Sagitta tot de nieuwe club Phanos die gevestigd is in het Olympisch Stadion te Amsterdam. In mei 2000 mocht Samuel samen met prins Willem-Alexander het vuur aansteken ter opening van het vernieuwde stadion. 'Het ging maar net goed: Ik had bijna het haar van de kroonprins in de fik gestoken'.

### Eerste eremetaal bij de senioren
Samuel was in 2007 weliswaar nog maar C-juniore (leeftijdscategorie 14/15 jr.), maar behaalde desondanks reeds een zilveren medaille op de 200 m bij de Nederlandse kampioenschappen voor senioren.

### Dubbelslag
Vanaf begin 2008 werd de prestatiecurve van het jaar ervoor door Samuel doorgetrokken. Bij de indoorkampioenschappen in Gent op 16 februari sloeg zij een dubbelslag door in haar leeftijdscategorie zowel de gouden medaille op de 60 m vlak als de 60 m horden voor zich op te eisen. Haar winnende tijden, 7,52 s en 8,55 s, deden nauwelijks onder voor die van Femke van der Meij, die bij de vrouwen op dezelfde nummers zegevierde.

### WJK-limieten
Ook in het buitenseizoen ging Jamile Samuel sterk van start. Op 10 mei liet zij bij wedstrijden in Hoorn blijken haar zinnen te hebben gezet op deelname aan de wereldkampioenschappen voor junioren in het Poolse Bydgoszcz. De Phanos-atlete won er de 200 m in 23,88 (-0,2 m/s) en was tweede op de 100 m in 11,94 (-2,3 m/s), achter de Duitse Sorina Nwachukwu in 11,90. Op de 200 m kwalificeerde ze zich hiermee voor de WJK, op de korte sprint net niet. Eind mei dat jaar presteerde Samuel opnieuw sterk door bij de nationale jeugdkampioenschappen in Groningen de titel op de 100 m bij de B-meisjes naar zich toe te halen in 11,85 (0,2 m/s), een tijd die slechts twee honderdste van een seconde van de limiet verwijderd was. Op de 200 m werd ze tweede achter haar clubgenote Loreanne Kuhurima. Twee weken later was ze opnieuw succesvol in Leiden bij de wedstrijden om de Gouden Spike. Samuel won er de 100 m in 11,75 (1,2 m/s), onder de WJK-limiet. Tijdens hetzelfde toernooi liep er ook nog een nationale meisjesploeg met Samuel in de gelederen op de 4 × 100 m estafette naar 45,44 (het Nederlands jeugdrecord op dit nummer stond sinds 1989 op 45,39). Met deze tijd kwalificeerde dit team zich voor de WJK.
Dat het in Leiden geen toevalstreffer was geweest, bewees het snelle meisjesviertal een maand later. De Europacupwedstrijd in Leiria voor senior-landenteams werd namelijk door de Atletiekunie aangegrepen om er een 4 × 100 m estafetteteam, bestaande uit alleen junioratletes, te laten lopen. Het resultaat was, dat Kadene Vassell, Loreanne Kuhurima, Janice Babel en Jamile Samuel met een tijd van 44,90 het Nederlandse jeugdrecord ruimschoots verbeterden. Samuel had het trouwens druk in Leiria. Want hoewel nog pas B-junior, liep zij bij de vrouwen zowel de 100 m als in de 4 × 100 m estafette. Op de 100 m werd zij zesde in 11,76, één honderdste seconde boven haar persoonlijk record, terwijl zij op de 4 x 100 m samen met Femke van der Meij, Loreanne Kuhurima en Esther Akihary naar een knappe vierde plaats snelde in een uitstekende tijd van 44,77.

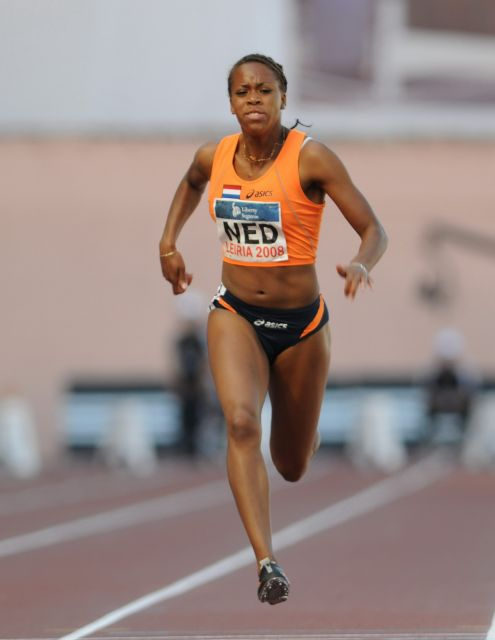
Jamile Samuel, snelste Europese B-junior op de 200 m.

### Snelste B-juniore van Europa
Op de wereldkampioenschappen voor junioren, die van 8 tot en met 13 juli 2008 in Bydgoszcz werden gehouden, kwam Samuel in totaal niet minder dan zes keer in actie. Eerst nam ze deel aan de 100 m, waarop ze in haar serie tot een derde plaats kwam in 11,80 (-1,2 m/s), om daarna in de halve finale zevende te worden in 11,79 (-0,7 m/s). Vervolgens mondde haar deelname op de 200 m uit in een plaats in de finale, nadat ze in serie en halve finale respectievelijk 24,13 (-1,5 m/s) en een verrassende 23,57 (-0,1 m/s) (een ruime verbetering van haar PR en tevens een verbetering van de beste Nederlandse B-juniortijd ooit; was 23,86 (1,9 m/s) van Kuhurima) op de klokken had gebracht. In de finale werd ze ten slotte zesde in 23,76 (-0,9 m/s). Samuel was in deze finale de enige B-junior en dus in feite de snelste Europese in haar leeftijdscategorie. De 4 × 100 m estafetteploeg waarin, naast Samuel, Kadene Vassel, Loreanne Kuhurima en Janice Babel aantraden, bleef een dag later met 45,21 achter op het jeugdrecord van de maand ervoor, maar had ten minste 44,45 moeten lopen om een finaleplaats te bemachtigen en dat zat er aan het eind van een vermoeiend toernooi niet in.

### Afgetroefd door Dafne Schippers
Tijdens de Nederlandse indoorkampioenschappen voor A/B-junioren in het weekend van 7 en 8 februari 2009 in het nieuwe Omnisportcentrum in Apeldoorn werd Jamile Samuel, ondanks een nieuw persoonlijk record op de 60 m sprint, op de 60 m met en zonder horden afgetroefd door het meerkamptalent Dafne Schippers. Beide atletes liepen op de 60 m vlak (7,43 om 7,42) sneller dan het geldende nationale record voor B-meisjes (7,48) van Jacqueline Poelman, dat dateerde uit 1990. Het jeugdrecord voor de oudste meisjescategorie van 7,43 uit 1992, eveneens op naam van Jacqueline Poelman, ging er ook aan. Dit record werd door Samuel geëvenaard, terwijl Schippers er een honderdste seconde vanaf snoepte. Een officieel record werd het overigens niet, omdat er nog geen certificaat van goedkeuring voor de gloednieuwe Apeldoornse baan was afgegeven.

### Nederlands seniorkampioene en blessure
Een week later, tijdens de Nederlandse indoorkampioenschappen voor senioren, pakte Jamile Samuel, in afwezigheid van Dafne Schippers, op de 60 m sprint haar eerste nationale titel bij de vrouwen. Een matige start weerhield haar bijna van de overwinning. In de laatste vijf meter wist ze toch nog de heersende kampioene, Femke van der Meij, te verslaan in een tijd van 7,46.
Na de Nederlandse indoorkampioenschappen voor senioren kwam Samuel vanwege een (voet)blessure pas weer in actie op 27 juni tijdens de nationale jeugdkampioenschappen in Emmeloord. Haar titel op de 100 m bij de B-meisjes kon zij echter niet prolongeren. Ze won weliswaar haar serie van de 100 m in een tijd van 12,49 (-1,0 m/s), maar ze bleek onvoldoende hersteld van haar blessure: in de halve finale verscheen Samuel niet meer aan de start.

### EK voor junioren
Op 23 juli 2009, tijdens de Europese kampioenschappen voor junioren in Novi Sad, kwalificeerde Jamile Samuel zich voor de halve finale van de 100 m in een tijd van 11,97 (-1,5 m/s). In de halve finale werd zij in 12,05 (-0,3 m/s) uitgeschakeld. Vervolgens kwam ze op 26 juli ook nog in actie op de 4 × 100 m estafette. Op dit onderdeel was meer succes voor haar weggelegd. Samen met Judith Bosker, Yaël van Pelt en Anouk Hagen behaalde ze een bronzen medaille met een tijd van 45,88. Het was voor het eerst in de geschiedenis van dit toernooi dat een Nederlandse estafetteploeg een medaille veroverde.
Terug in Nederland veroverde Samuel tijdens de Nederlandse kampioenschappen voor senioren de titel op de 100 m in een tijd van 11,73 (2,1 m/s).

### Indoorseizoen 2010
Direct aan het begin van 2010 trok Samuel de stijgende lijn van de voorafgaande jaren door met een tijd van 24,27 op de 200 m, gelopen tijdens indoorwedstrijden in het Belgische Gent en goed voor een tweede plek op de aller tijden ranglijst bij de A-meisjes. Enkele weken later kwam zij in Apeldoorn tot een tijd van 7,41 op de 60 m. Hiermee verbeterde zij het nationale meisjesrecord, dat sinds 1992 met 7,43 op naam stond van Jacqueline Poelman. Weliswaar had Samuel dit record in 2009 in Apeldoorn reeds geëvenaard en was Dafne Schippers er met 7,42 zelfs onder gebleven, maar deze prestaties waren niet erkend, omdat toen de baan nog niet officieel was goedgekeurd.
Bij de indoorkampioenschappen in Apeldoorn kon Jamile Samuel haar titel van het vorige jaar niet prolongeren. Zij werd op de 60 m verslagen door Dafne Schippers (7,43 om 7,49). Bij de Toyota Indoor Flanders meeting in Gent viel Samuel vervolgens zonder succes het nationale meisjesrecord op de 200 m aan. Dat was al 22 jaar in handen van Michelle Martinot, die in 1988 tot 24,12 kwam. Wel scherpte zij vanuit baan 1 haar persoonlijke toptijd aan tot 24,22.
Een paar weken na het kampioenschap van de senioren wist Jamile Samuel bij de Nederlandse kampioenschappen voor junioren haar rivale Dafne Schippers nipt voor te blijven. Beiden kregen dezelfde tijd toegewezen, 7,37, en beiden krijgen daarmee het Nederlands jeugdrecord in hun bezit.

### Aanloop naar WJK en EK 2010
Na het indoorseizoen richtte Jamile Samuel haar pijlen op een finaleplaats (en misschien zelfs een podiumplaats) tijdens de wereldkampioenschappen voor junioren, die in juli gehouden werden in het Canadese Moncton en op deelname aan de Europese kampioenschappen in Barcelona. Ze won op 13 mei in Sint-Niklaas de 100 m in een zeer snelle 11,53 (+2,3 m/s, de meewind was hiermee net iets te hard voor de WJK-limiet van 11,80). Ter vergelijking: Jeneba Tarmoh, de WJK-kampioene van 2008, liep in datzelfde jaar 11,21 (+1,3 m/s).
Op 22 mei kwalificeerde Samuel zich in Hoorn voor de 100 m in 11,64 (+0,8 m/s). Deze tijd betekende tevens een verbetering van het clubrecord van Phanos, dat met 11,5 sinds 1948 op naam stond van Fanny Blankers-Koen. Vervolgens realiseerde zij op 12 juni tijdens de Gouden Spike de WJK-limiet op de 200 m met een tijd van 23,44 (+1,3 m/s). Ook laatstgenoemde prestatie betekende een nieuw clubrecord van Phanos, dat sinds de Olympische Zomerspelen van 1968 met 23,3 op naam stond van Corrie Bakker.

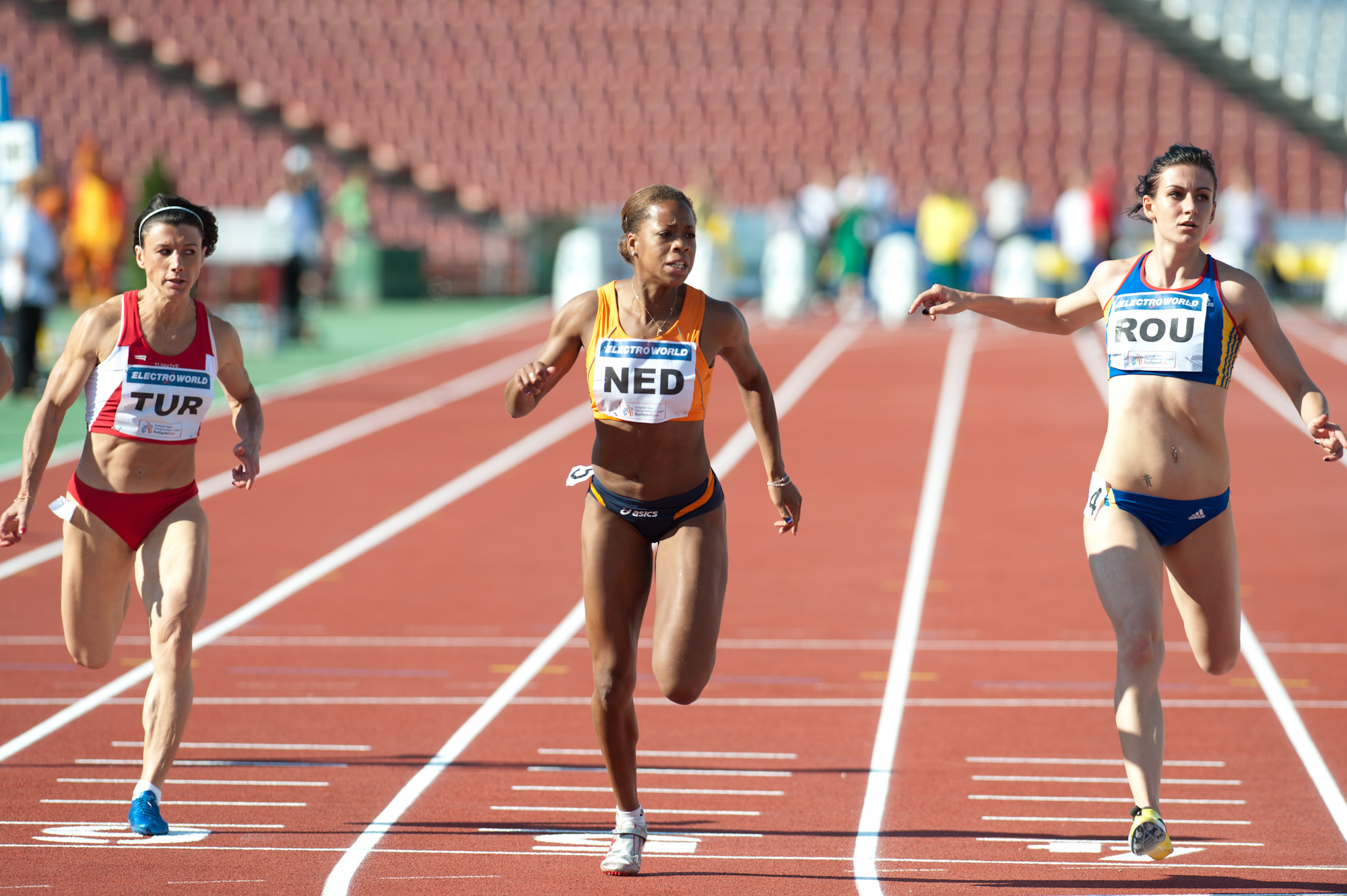
Jamile Samuel (midden) wint in 2010 de 100 m tijdens de EK voor landenteams in Boedapest in 11,51 s, de op-een-na snelste tijd ooit van een Nederlandse junioratlete.

Tijdens de Europacup voor landenteams in Boedapest liep Samuel de 100 m alweer sneller, in 11,51 (+0,9 m/s). Met deze prestatie passeerde zij Nelli Cooman en Petra Huybrechtse op de aller tijden-ranglijst van de A-meisjes (alleen Jacqueline Poelman stond op dat moment met 11,44 hoger op de ranglijst). Op de 200 m kwalificeerde Jamile zich met 23,37 (+0,4 m/s) voor de Europese kampioenschappen van 2010. Samen met Esther Akihary, Loreanne Kuhurima en Anouk Hagen kwam ze bovendien in de 4 × 100 m estafetteploeg met 44,45 een tijd dicht bij de EK-limiet van 44,24.
Tijdens de Nederlandse kampioenschappen voor junioren in Zwolle won Samuel de titels op de 100 en 200 m en evenaarde met een tijd van 11,44 (+0,7 m/s) op de 100 m het Nederlandse record voor A-meisjes. Met deze tijd stond Jamile op dat moment achtste op de mondiale ranglijst van de 100 m voor junioren. Een volgende poging, op 3 juli in Uden, samen met de andere leden van het vrouwenkwartet op de 4 × 100 m leidde weliswaar met 44,27 tot de beste tijd van het jaar, maar het viertal bleef er nog steeds 0,03 seconden mee verwijderd van de EK-limiettijd. Aangezien de twee toernooien lastig te combineren waren, omdat ze direct op elkaar volgden, gaf Jamile de voorkeur aan de individuele 100 en 200 m op de WJK en de 4 × 100 m tijdens de EK.

### Driemaal brons op WJK, deelname aan EK
Tijdens de WJK op 20 juli won ze de serie van de 100 m in een tijd van 11,57 (+0,3 m/s). In de halve finale liep ze een dag later dezelfde afstand in 11,68 (+1,2 m/s). In de finale pakte Jamile de bronzen medaille met een tijd van 11,56 (-0,7 m/s). Een dag later kwalificeerde ze zich met een tijd van 23,56 (+0,5 m/s) voor de halve finale van de 200 m. Hierin liep zij op 22 juli een nationaal juniorenrecord met een tijd van 23,21 (+1,3 m/s). In de finale werd Jamile voor de tweede maal dit toernooi derde in een tijd van 23,27 (-0,5 m/s).
Met Janice Babel, Loreanne Kuhurima en Eva Lubbers haalde Jamile de finale op de 4 × 100 m met een Nederlands juniorenrecord van 44,70. Met Dafne Schippers (als vervangster van Janice) werd het estafetteteam op 24 juli in de finale derde met een Nederlands juniorenrecordtijd van 44,09. Voor Jamile betekende dit de derde bronzen medaille op het voor haar zeer succesvol verlopen kampioenschapstoernooi.
Op 31 juli kwam Jamile met Femke van der Meij, Loreanne Kuhurima en Anouk Hagen op de Europese kampioenschappen in actie op de 4 × 100 m. Het kwartet werd uitgeschakeld in de series met een tijd van 44,70.

### Indoorseizoen 2011
Samuel ging het jaar 2011 voortvarend van start. Op 9 januari 2011 scherpte zij bij indoorwedstrijden in Dortmund het nationale juniorenrecord bij de A-meisjes op de 200 m aan tot 24,11. Dat record was sinds 1988 in handen van Michelle Martinot, die destijds 24,12 liep. Op 29 januari liep Jamile in Luxemburg op de 60 m een tijd van 7,38. Op 5 februari werd ze bij de Nederlandse kampioenschappen voor junioren, achter Dafne Schippers, op de 60 m tweede in een tijd van 7,47. Op 13 februari was de volgorde hetzelfde bij de NK indoor voor senioren, al liet zij de klokken op de 60 m ditmaal op 7,40 stilstaan.

### Outdoorseizoen 2011, tweemaal zilver op EJK
Op 21 mei 2011 kwam Samuel in Hoorn in actie op beide sprintnummers: 11,69 (-2,6 m/s) op de 100 m en 23,49 (-0,4 m/s) op de 200 m. Op 18 juni, tijdens de Europese kampioenschappen voor landenteams in İzmir, won Jamile samen met Dafne Schippers, Anouk Hagen en Kadene Vassell de 4 × 100 m in een tijd van 43,90. Dit was slechts 0,04 seconden boven de WK-limiet. Na de Nederlandse kampioenschappen werd door de Atletiekunie besloten dat de dames toch werden afgevaardigd. De volgende dag won Samuel de 200 m in de snelle tijd van 23,28 (-0,7 m/s).
Een maand later, tijdens de Europese kampioenschappen voor junioren in Tallinn, veroverde Jamile Samuel zilver op de 100 m in een nieuw persoonlijk record van 11,43 (+0,5 m/s). Ook op de 200 m legde Jamile beslag op de tweede plek met een tijd van 23,31 (-1,5 m/s). De snelle estafetteploeg was echter minder succesvol vanwege een foute wissel tijdens de series.
Tijdens de Nederlandse kampioenschappen werd Samuel kampioene op de 200 m (23,43 s met +0,6 m/s) en tweede op de 100 m (11,75 s met -0,9 m/s).
In Daegu toonden Kadene Vassell, Anouk Hagen, Dafne Schippers en Jamile Samuel aan, dat de beslissing van de Atletiekunie om de 4 × 100 metervrouwen naar de wereldkampioenschappen uit te zenden, een terechte was geweest. De vier werden derde in hun serie, maar vielen desondanks voor de finale als negende tijdsnelsten net buiten de boot. Belangrijker was echter, dat zij in deze race erin slaagden om het Nederlandse record van 43,44, op naam van het olympische viertal Wilma van den Berg, Mieke Sterk, Truus Hennipman en Corrie Bakker, dat sinds 1968 (!) onaangetast in de boeken stond, te evenaren. Bovendien veroverde het jeugdige viertal met deze prestatie een olympische nominatie voor de Spelen in Londen.

### Indoorseizoen + EK en OS 2012

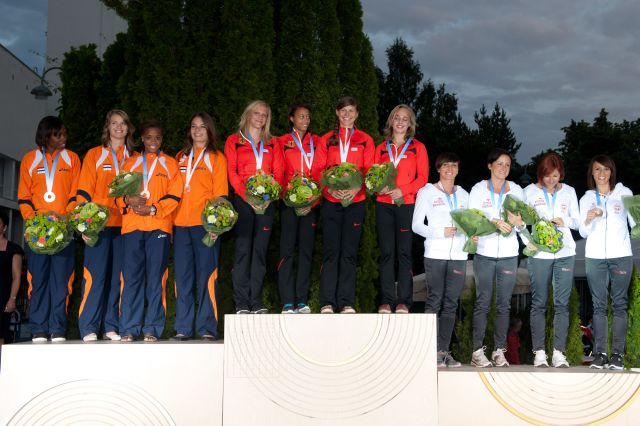
Met Kadene Vassell, Dafne Schippers en Eva Lubbers op het podium in Helsinki, EK 2012.

Begin 2012 liep Jamile Samuel tijdens de Internationale Dussmann Indoor Meeting in Luxemburg in de series van de 60 m 7,29. Ze voldeed daarmee aan de Atletiekunie-limiet voor deelname aan de WK Indoor. Tijdens dit toernooi werd Jamile in de series van de 60 m uitgeschakeld. Ze kwam tot een tijd van 7,47 en werd daarmee vierde in haar serie.
Het zomerseizoen van 2012 luidde vervolgens een aantal prestaties in op de 4 × 100 m estafette die zouden uitmonden in deelname aan de Olympische Spelen in Londen op dit onderdeel. Allereerst bracht zij op 2 juni bij wedstrijden in Genève samen met Kadene Vassell, Janice Babel en Eva Lubbers het in 2011 reeds geëvenaarde Nederlandse record van 43,44 uit 1968 met ruim een halve seconde omlaag tot 42,90. Vervolgens wist zij met Kadene Vassell, Dafne Schippers en Eva Lubbers zilver te veroveren op de Europese kampioenschappen in Helsinki. Het viertal deed dit in 42,80 en opnieuw was dat een verbetering van het Nederlandse record. Ten slotte kwam hetzelfde viertal enkele weken later, op 9 augustus 2012, tijdens de series 4 × 100 m estafette op de Olympische Spelen in Londen tot 42,45. Dat was in ruim twee maanden tijd dus de derde verbetering van het Nederlandse record op rij. De Nederlandse vrouwen kwalificeerden zich hiermee bovendien voor de finale; voor het eerst sinds 1968 slaagde een Nederlandse vrouwenploeg hierin. In deze finale kwam het Nederlandse viertal tot een zesde plaats in 42,70, de op-één-na snelste tijd ooit gelopen.
Jamile Samuel studeerde ruimtelijke vormgeving en is een zuster van Chanté en Tjendo Samuel.

### Einde atletiekloopbaan
In januari 2025 kondigde Samuel aan een punt te hebben gezet achter haar atletiekloopbaan.

## Kampioenschappen

### Internationale kampioenschappen
| Onderdeel | Titel              | Jaar |
| --------- | ------------------ | ---- |
| 4 x 100 m | Europees kampioene | 2016 |

### Nederlandse kampioenschappen
Outdoor
| Onderdeel | Jaar                         |
| --------- | ---------------------------- |
| 100 m     | 2009, 2017, 2018             |
| 200 m     | 2011, 2012, 2015, 2018, 2021 |

Indoor
| Onderdeel | Jaar |
| --------- | ---- |
| 60 m      | 2009 |

## Statistieken

### Persoonlijke records
Outdoor
| Onderdeel | Prestatie | Wind (m/s) | Datum           | Plaats  |
| --------- | --------- | ---------- | --------------- | ------- |
| 100 m     | 11,10     | +0,3       | 7 augustus 2018 | Berlijn |
| 200 m     | 22,37     | +0,9       | 22 juli 2018    | Londen  |

Indoor
| Onderdeel             | Prestatie | Datum            | Plaats    |
| --------------------- | --------- | ---------------- | --------- |
| 50 m                  | 6,4       | 18 november 2006 | Amsterdam |
| 60 m                  | 7,14      | 13 februari 2016 | Berlijn   |
| 200 m                 | 23,64     | 14 januari 2012  | Gent      |
| 60 m horden (76.2 cm) | 8,39      | 17 februari 2007 | Gent      |

### Prestatieontwikkeling
| Jaar | 60 m | 100 m | 200 m |
| ---- | ---- | ----- | ----- |
| 2006 | 7,63 | 12,39 | 25,46 |
| 2007 | 7,55 | 11,80 | 24,13 |
| 2008 | 7,51 | 11,75 | 23,57 |
| 2009 | 7,43 | 11,97 | -     |
| 2010 | 7,37 | 11,44 | 23,21 |
| 2011 | 7,38 | 11,43 | 23,28 |
| 2012 | 7,29 | 11,38 | 22,93 |
| 2013 | 7,26 | 11,66 | -     |
| 2014 | 7,34 | 11,12 | 22,72 |
| 2015 | 7,19 | 11,25 | 22,95 |
| 2016 | 7,14 | 11,38 | 22,83 |
| 2017 | -    | 11,26 | 23,39 |
| 2018 | 7,17 | 11,10 | 22,37 |
| 2019 | 7,24 | 11,28 | 22,90 |
| 2020 | -    | 11,45 | 23,38 |
| 2021 | 7,22 | 11,29 | 22,93 |
| 2022 | 7,39 | 11,29 | 22,96 |
| 2023 | 7,40 | 11,37 | 23,45 |
| 2024 | -    | 11,78 | -     |

## Palmares

### 60 m
- 2009:  NK indoor - 7,46 s
- 2010:  NK indoor - 7,49 s
- 2011:  NK indoor - 7,40 s
- 2012:  NK indoor - 7,35 s
- 2012: 4e in serie WK indoor - 7,47 s
- 2013:  NK indoor - 7,28 s
- 2013: 5e in ½ fin. EK indoor - 7,26 s
- 2014:  NK indoor - 7,41 s
- 2015:  NK indoor - 7,24 s
- 2015: 7e EK indoor - 7,19 s
- 2016:  NK indoor - 7,14 s
- 2016: 3e in ½ fin. WK indoor - 7,16 s
- 2018:  NK indoor - 7,17 s
- 2019:  NK indoor - 7,26 s
- 2021:  NK indoor - 7,28 s
- 2021:  EK indoor - 7,22 s

### 100 m
- 2008: 7e in ½ fin. WK U20 - 11,79 s
- 2009: 6e in ½ fin. EK U20 - 12,05 s
- 2009:  NK - 11,73 s
- 2010:  EK landenteams First League te Boedapest - 11,51 s (+0,9 m/s)
- 2010:  WK U20 - 11,56 s
- 2011:  Gouden Spike - 11,53 s
- 2011:  EK U20 - 11,43 s
- 2011:  NK - 11,75 s
- 2012:  Flynth Recordwedstrijden te Hoorn - 11,46 s
- 2012:  Gouden Spike - 11,38 s
- 2013: 6e in serie EK U23 - 12,08 s
- 2013:  NK - 11,65 s (+2,3 m/s)
- 2014: 9e FBK Games - 11,40 s (-0,7 m/s)
- 2014:  EK landenteams Superleague te Braunschweig - 11,42 s (-0,9 m/s)
- 2014:  NK - 11,33 s (+0,7 m/s)
- 2014: 6e in ½ fin. EK - 11,54 s (in serie 11,46 s)
- 2015: 4e FBK Games - 11,25 s (+1,8 m/s)
- 2015:  NK - 11,29 s (+0,8 m/s)
- 2015: DQ in serie WK
- 2017: 8e FBK Games - 11,68 s (-1,3 m/s)
- 2017:  NK - 11,46 s (-0,8 m/s)
- 2017: 6e in serie WK - 11,52 s (-0,3 m/s)
- 2018:  NK - 11,49 s (-0,3 m/s)
- 2018: 5e EK - 11,14 s (0,0 m/s) (in ½ fin. 11,10 s)
- 2019: 5e FBK Games - 11,28 s (+1,7 m/s)
- 2019:  NK - 11,52 s (-0,9 m/s)
- 2021:  NK - 11,34 s (+1,2 m/s)
- 2023: 7e FBK Games - 11,45 s (+1,4 m/s)

Diamond League-resultaten
- 2017: 4e Athletissima - 11,41 s (+0,2 m/s)
- 2021: 6e Bislett Games - 11,50 s (-0,3 m/s)

### 150 m
- 2012:  Ter Specke Bokaal te Lisse - 17,18 s

### 200 m
- 2007:  NK - 24,44 s
- 2008: 6e WK U20 - 23,76 s
- 2010:  WK U20 - 23,27 s (in ½ fin. 23,21 s = NJR)
- 2011:  Gouden Spike - 23,69 s
- 2011:  EK U20 - 23,31 s
- 2011:  NK - 23,43 s
- 2012:  Gouden Spike - 23,62 s
- 2012:  NK - 23,15 s (-0,7 m/s)
- 2012: 6e EK - 23,55 s (in ½ fin. 23,13 s)
- 2014: 6e EK - 23,31 s (in serie 23,00 s)
- 2015:  NK - 23,00 s (-0,2 m/s)
- 2016:  Gouden Spike - 23,09 s (+0,5 m/s)
- 2016: 4e EK - 22,83 s (-0,4 m/s)
- 2016: 3e in serie OS - 23,04 s (0,0 m/s)
- 2018:  NK - 23,04 s (-2,0 m/s)
- 2018:  EK - 22,37 s (+0,2 m/s)
- 2021:  NK - 22,93 s (+0,5 m/s)
- 2022:  NK - 23,24 s (-0,9 m/s)

Diamond League-resultaten
- 2018: 4e Meeting de Paris – 22,63 s (+1,1 m/s)
- 2018:  Memorial Van Damme - 22,64 s (+0,1 m/s)
- 2019:  Qatar Athletic Super Grand Prix - 22,90 s (+1,1 m/s)
- 2019: 5e Bislett Games - 23,21 s (-0,7 m/s)
- 2022:  Bislett Games - 23,05 s (+0,8 m/s)

### 4 × 100 m
- 2009:  EK U20 - 45,88 s
- 2010:  WK U20 - 44,09 s (= NJR)
- 2010: 8e in serie EK - 44,70 s
- 2011: 3e in serie WK - 43,44 s (ev. NR)
- 2012:  EK - 42,80 s (NR)
- 2012: 6e OS - 42,70 s (in serie 42,45 s = NR)
- 2013: 4e EK U23 - 44,18 s
- 2013: 4e in serie WK - 43,26 s
- 2014:  EK landenteams Superleague - 42,95 s
- 2014: DNF EK (3e in serie 42,77 s)
- 2015: DQ WK (in serie 42,32 s = NR)
- 2016:  EK - 42,04 s (NR)
- 2016: 6e in serie OS - 42,88 s
- 2017: 4e World Athletics Relays in Nassau - 43,17 s
- 2017: 8e WK - 43,07 s
- 2018:  EK - 42,15 s
- 2019: 4e in serie WK - 43,01 s
- 2021:  World Athletics Relays - 44,10 s (in serie 43,28 s)
- 2022: 5e EK - 43,03 s
- 2023:  EK voor landenteams in Chorzów - 42,61 s
- 2023: DNF WK[6]

Diamond League-resultaten
- 2019:  Weltklasse Zürich, Zürich Trophy - 42,28 s
- 2022:  Athletissima - 43,02 s
- 2023:  London Grand Prix - 42,38 s
- 2023:  Weltklasse Zürich - 42,86 s

## Onderscheidingen
- Talent van Amsterdam - 2010[7]
- Atletiekunie-talent van het jaar - 2011[8]
- Sportvrouw van Amsterdam  - 2018[9]